# زیگزاگ (الگو)

این شکل خط زیگزاگ را نمایش می‌دهد.

زیگزاگ (انگلیسی: Zigzag) الگوی خطی است که از چند زاویه کوچک متوالی تشکیل می‌شود و زوایا تقریباً با هم برابر است و در دو خط موازی فرضی تناوب دارد.